# Villa Niederberger (Friedrichshafen)

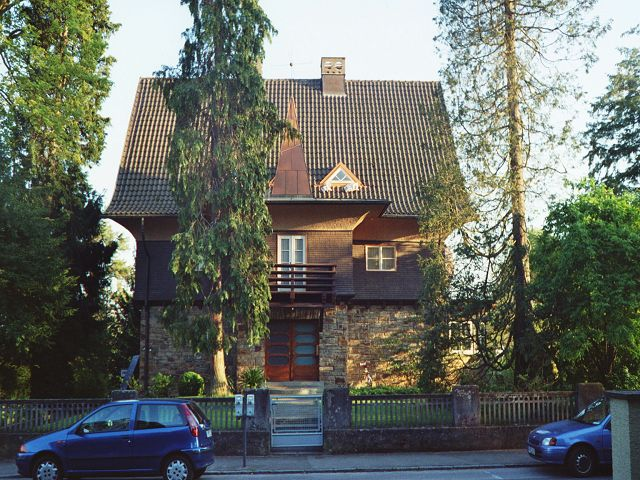
Villa Niederberger

Die Villa Niederberger in der Schmidstraße 3 in Friedrichshafen ist ein expressionistisches Wohnhaus. Das Bauwerk ist teilweise mit Naturstein verblendet und besitzt über dem Eingang ein pyramidenförmiges Türmchen. Es steht unter Denkmalschutz.

## Geschichte
Das Haus wurde 1927/28 nach Plänen von Otto Hochmiller errichtet und zunächst von dem Architekten Ernst Niederberger als Wohnhaus mit Büro genutzt. 1932 bezog der Arzt Dr. Josef Sauter das Haus und richtete im ehemaligen Büro Niederbergers seine Praxis ein; später erbte Sohn Ulrich das Haus. Am 28. April 1944 brannte die Villa Niederberger nach einem Luftangriff, konnte jedoch von den Bewohnern gerettet werden.

## Villenensemble Schmidstraße
Das Villenensemble in der Schmidstraße erinnert an eine mondäne Epoche in der Geschichte Friedrichshafens. Die Villa Niederberger ist eines der jüngsten Gebäude, die zu der teilweise im Zweiten Weltkrieg zerstörten Villenkolonie gehören. So stammte etwa die benachbarte Villa Mittnacht in der Schmidstraße 1 aus der Zeit um 1865. Sie wurde bei einem Luftangriff zerstört. Die erhalten gebliebene Villa Winz in der Schmidstraße 7 wurde 1915 errichtet. Sie wurde von Paul Bonatz und Friedrich Eugen Scholer entworfen. Ebenfalls erhalten geblieben ist die Villa Birkenmayer in der Schmidstraße 6, die Niederberger für den Besitzer einer Terpentinfabrik entwarf. Das Jugendstilgebäude stammt aus dem Jahr 1911. Auch das Haus Schmidstraße 4 wurde von Niederberger entworfen. In der Jugendstilvilla aus den Jahren 1913/14 wohnten einst Karl und Käthe Maybach.